# شحير (حضرموت)
شحير هي إحدى قرى الجمهورية اليمنية. تتبع جغرافيا لمحافظة حضرموت و إداريًا لمديرية غيل باوزير. يبلغ تعداد سكانها 9512 نسمة حسب الإحصاء الذي أجري عام 2004.